# Labbe brun
Stercorarius antarcticus lonnbergi
Sous-espèce
Synonymes
- Stercorarius lonnbergi
- Catharacta lonnbergi

Le Labbe brun (Stercorarius antarcticus lonnbergi) est une sous-espèce du Labbe antarctique, oiseaux marins appartenant à la famille des stercorariidés.
C'est un oiseau carnivore opportuniste, prédateur d'autres espèces d'oiseaux (manchots, pétrels, prions...) et de petits mammifères (rats, lapins...). Il se nourrit d'œufs, de poussins, de cadavres, mais aussi des placentas de mammifères marins (otaries, éléphants de mer).

## Répartition
Le labbe brun fréquente la péninsule Antarctique et les îles subantarctiques des océans Atlantique, Indien et Pacifique.
Il hiverne près de ces sites de nidification ou à faible distance.

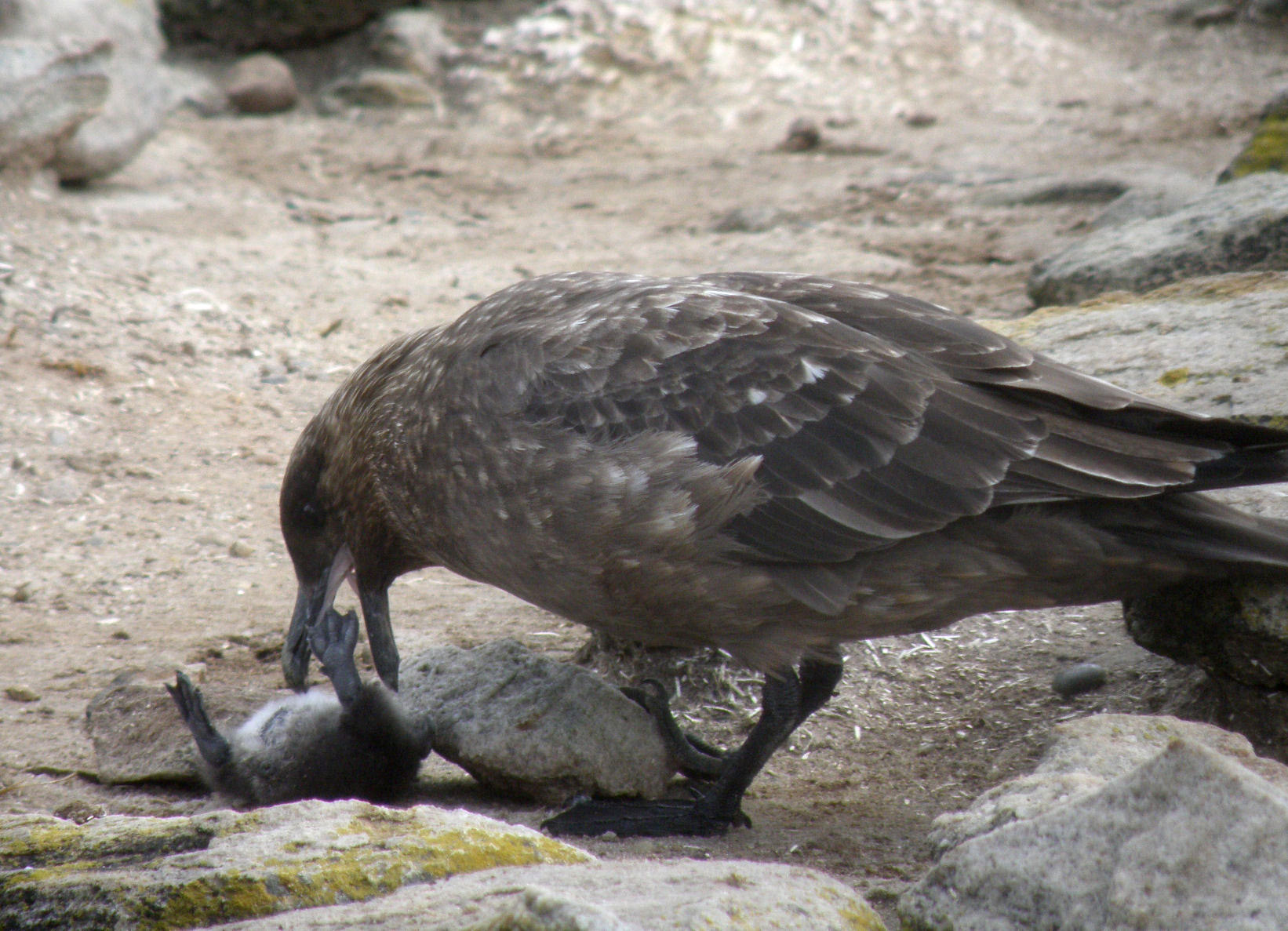
Labbe brun s'apprêtant à avaler un poussin de gorfou sauteur sur New Island (Îles Malouines)
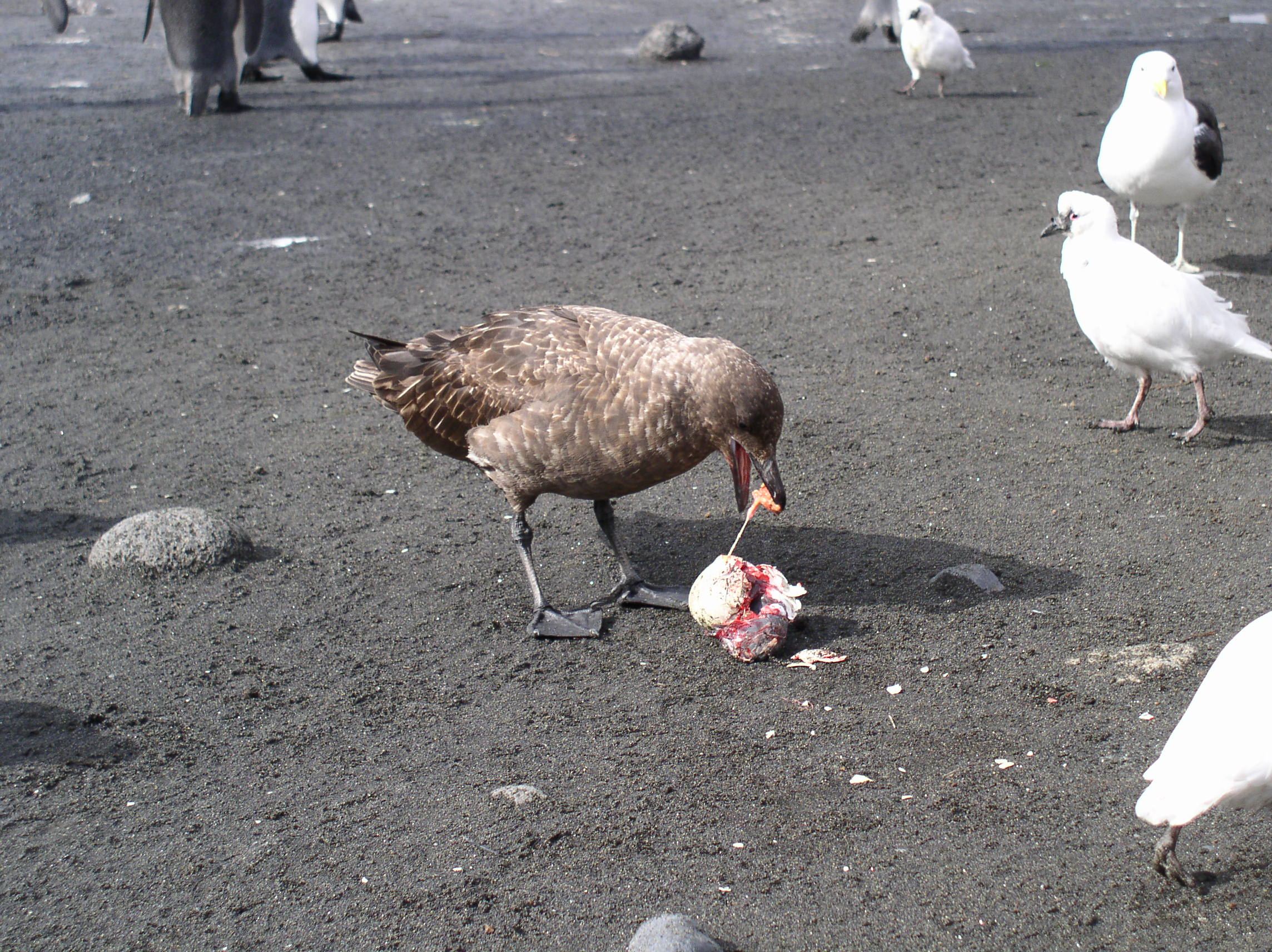
Labbe brun se nourrissant sur un œuf de manchot royal (île de la Possession)